# Manor House (Londra)

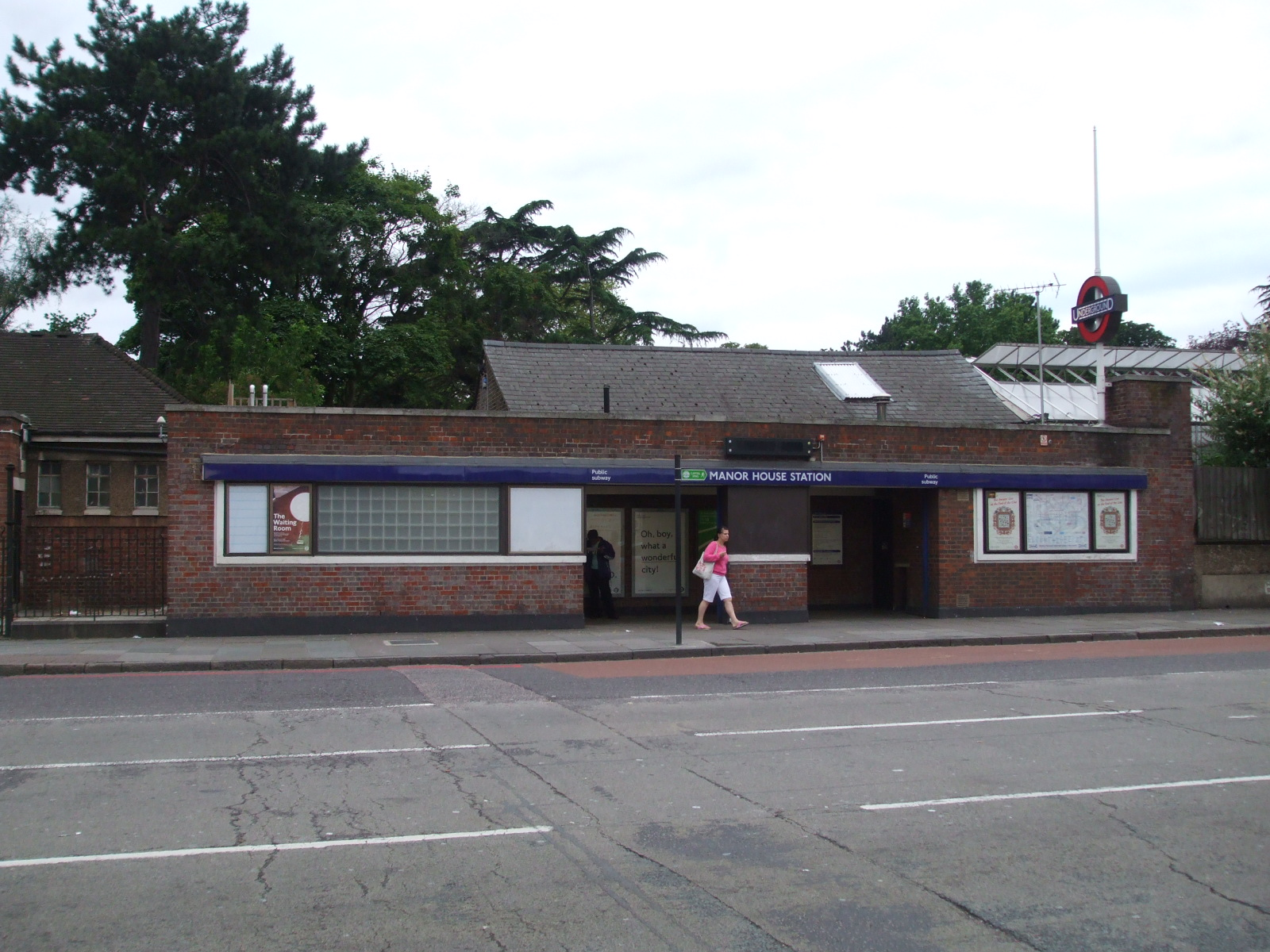
Stazione del metrò di Manor House

Manor House è un quartiere situato nell'area di North London, nel borgo londinese di Hackney, circa 10 chilometri a nord-est di Charing Cross.
Il quartiere prende il nome da un'antica taverna realizzata nell'Ottocento nel più antico maniero dei Brownswood, poi demolita nel 1930 e sostituita da un edificio più moderno.
Dopo la Seconda guerra mondiale il quartiere è stato oggetto di un ampio rinnovamento basato sull'edilizia pubblica. Nel quartiere si trova una stazione Manor House della Metropolitana di Londra sulla Piccadilly line.